# 庫克斯米爾斯 (伊利諾伊州)
庫克脊米爾斯（英語：Cooks Mills）是位於美國伊利諾伊州科爾斯縣的一個非建制地區。該地的面積和人口皆未知。

## 地理
庫克脊米爾斯的座標為39°34′57″N 88°24′22″W / 39.58250°N 88.40611°W，而該地的平均海拔高度為200米（即656英尺）。